# Gottfried Eduard Hofer
Gottfried Eduard Hofer (* 20. Oktober 1891 in Biel; † 20. Oktober 1993 in Zürich) war ein Schweizer Unternehmer. Er war Ehrenpräsident der Alcatel STR AG und Ritter des belgischen Kronenordens.

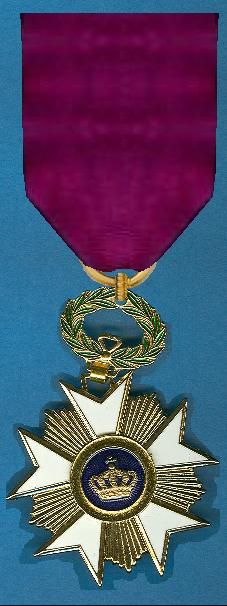
Chevalier de l'Ordre de la Couronne

## Leben
Gottfried Eduard Hofer wurde am 20. Oktober 1891 als Sohn des Gottfried Hofer in Biel geboren. Von 1907 bis 1910 absolvierte er die Ausbildung zum Elektromonteur am Technikum Biel. Danach ging er nach Antwerpen, wo er für die Bell Telephone Manufacturing Comp., eine Tochtergesellschaft des amerikanischen Konzerns International Telephone & Telegraph (ITT), tätig war. Im Auftrag seiner belgischen und amerikanischen Arbeitgeber gründete er 1935 die Standard Telephon und Radio AG (STR). Er stand dem Unternehmen bis 1958 als Generaldirektor (CEO) und als Präsident des Verwaltungsrats  (VPR) vor. Ab dann wurde G. Muriset CEO.
Gottfried Eduard Hofer, der 1917 mit Helene Maria Elisabeth (geborene Widmann) vermählt wurde, starb an seinem 102. Geburtstag in Zürich.
Sein Sohn, Dipl. Ing. ETH Eduard Ludwig Hofer, war in Großbritannien für eine ITT-Tochter tätig und arbeitete anschließend im Betrieb der STR, ehe er etwa 1956 Leiter der Verkaufsabteilung (Sales Manager) wurde. 1967 wechselte er in die europäische Konzernzentrale der ITT nach Brüssel. Sein Nachfolger wurde Heinrich F. Grieder, der von der Georg Fischer AG, Schaffhausen kam. Als der bisherige Produktverantwortliche Werner Thierstein 1968 Nachfolger von G. Muriset als CEO geworden war, verließ er die STR Anfang 1971 wieder und Dipl. Ing. ETH Gian Andri Vital wurde Verkaufsleiter für ITT-Konzernsysteme und Direktor Marketing und Unternehmens-Entwicklung.

## Wirken
G. E. Hofer trug wesentlich dazu bei, das Telefonnetz in der Schweiz aufzubauen, da sein Unternehmen unter anderem die dazu notwendigen Telefonzentralen bereitstellte. U. a. wurde die erste automatische Zentrale der Schweiz 1953 durch eine in Zürich von der STR gebaute ersetzt.
Um 1954 war die Firma auf den folgenden Gebieten tätig: Kondensatoren-Herstellung, Telephonanlagenbau, seit 1942 eigener Selen-Gleichrichterbau, Verstärkerbau, Rohrpost (Vertrieb) und Hochfrequenztechnik.
Auf diesem Gebiet hatte sie 1950 z. B. den Auftrag, den Flughafen Zürich-Kloten mit einem «Instrument Landing System (ILS)» auszurüsten, was die Landung bei extrem schlechter Sicht ermöglichte. Der hauptverantwortliche Sachbearbeiter im Verkauf war zuvor von 1943 bis 1949 Chef der Radio- und Elektroabteilungen bei der Swiss Air gewesen. Über 10 Jahre später war er auch für den Auftrag zur Erneuerung zuständig.
Er war auch Ansprechpartner für ein Mitte der 1960er Jahre sehr weitsichtig ins Auge gefasstes Projekt ECCM für Gegenmaßnahmen im «Elektronischen Krieg». Mit einem vertraulichen Rundschreiben wurden interessierte Partner für eine Zusammenarbeit gesucht: Man sah den Cyberkrieg kommen.

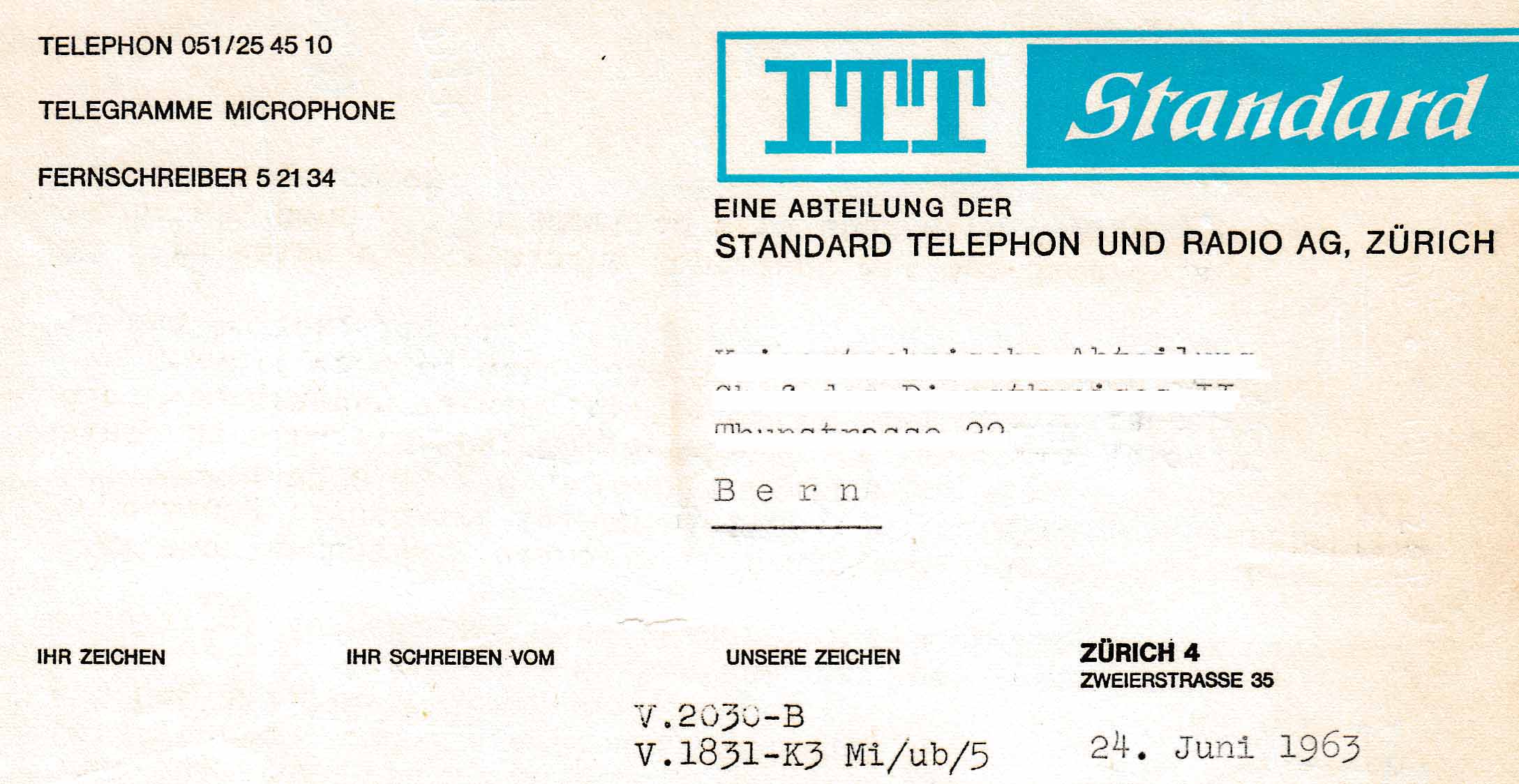
Briefkopf der ITT Standard-Abteilung

Die Verkaufsabteilung war nicht nur für die eigenen Produkte zuständig, sondern verkaufte auch Produkte der sonstigen ITT-Unternehmen z. B. aus den USA, Großbritannien, Frankreich, Spanien und Deutschland. Dafür gab es die Abteilung ITT Standard, die u. a. Flug- und Waffensystem-Simulatoren vertrieb. Um 1968 z. B. Flugsimulatoren für Mirage-Jäger.

## Entwicklung des Unternehmens
Das Unternehmen startete 1931 in einem gemieteten Lokal in Zürich-Brunau mit der Fabrikation von Lautsprechern und Elektrolytkondensatoren. Es war Konzessionär der International Standard Electric Corp. und der Bell Telephone Manufacturing Co. und gehörte wie diese zur ITT.

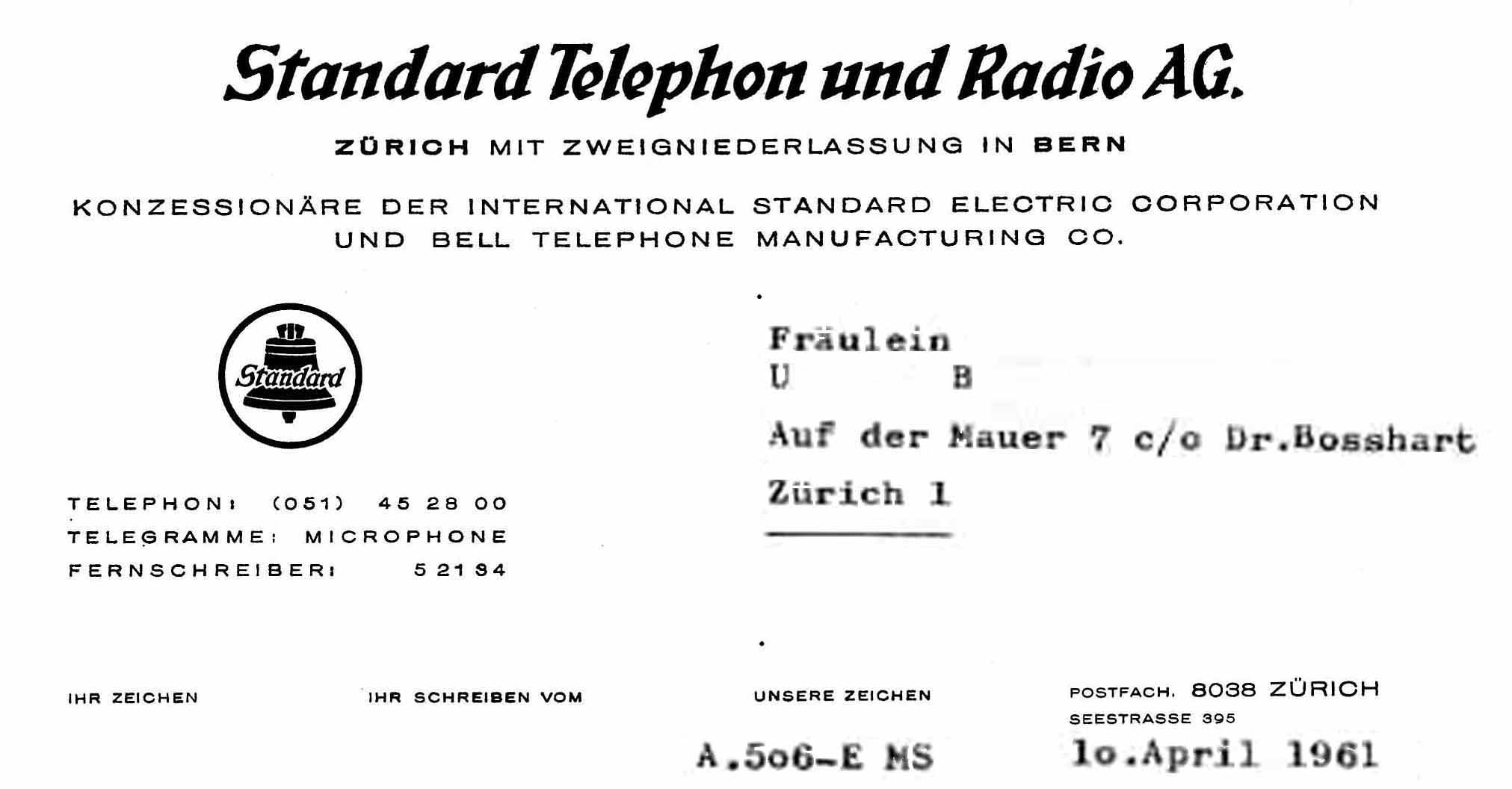
Briefkopf der STR AG vor 1967

 So wurden z. B. bis 1939 auch Bell Radios gebaut. Erst 1935 gab es sich den Namen Standard Telephon und Radio AG. Noch bis 1966 trug der Briefkopf der STR das Glockenlogo.
Seit 1936 mietete die STR immer mehr Flächen in dem Industriegebäude Rote Fabrik in Zürich-Wollishofen und erwarb das Gebäude 1940 schließlich ganz. 1952 wurde eine auf der vorderen linken Ecke des Fabrikgebäudes von 1892 stehende Kuppel entfernt und an ihre Stelle ein flächenmäßig größerer einstöckiger Aufbau gesetzt. Einige Abteilungen waren später zeitweise in anderen Büros in der Stadt untergebracht. Eine 1914 von der Bell Telephone Manufacturing Co. gegründete Zweigniederlassung befand sich in Bern.
1959 wurden dann Produktionsstätten in Au (ZH) gebaut.
Seit etwa 1963 kursierten zahlreiche Pläne für den Bau von Tunnels im Gebiet von Zürich. Einer davon, der sogenannte „Grosse Seetunnel“, sollte vom Seeufer in Wollishofen nach Tiefenbrunnen geführt werden. Die STR-Geschäftsleitung befürchtete, dass ihr Firmengelände Seestrasse 365 für die Ein- und Ausfahrt in Wollishofen interessant werden könnte, weil es die einzige zusammenhängende grosse Landfläche in diesem Bereich bot. Man würde eventuell gezwungen, sie abzutreten, zumal die Stadt ein Vorkaufsrecht hatte. Weil die STR sich moralisch verpflichtet fühlte, in Zürich zu bleiben, wurde dort ein Ersatzgelände für den Bau eines neuen Bürogebäudes gesucht. Es fand sich in Wiedikon und so kam es 1972 zu einem Landabtausch mit der Stadt. Die STR AG verlegte 1974 ihren Hauptsitz in das neue Bürogebäude in der Friesenbergstrasse 75 und 1976 zog der Rest der Mitarbeiter aus dem Bürogebäude der Roten Fabrik dorthin.
Im Jahre 1986/87 wurde das Unternehmen, wie auch die Standard Elektrik Lorenz AG (SEL), als Teil der Kommunikationsabteilung der ITT an die französische Alcatel (bis 1966 CGE (Compagnie Générale d'Electricité)) verkauft. Es entstand die Alcatel STR AG als Teil und Gian Andri Vital wurde 1989 CEO und Delegierter des Verwaltungsrates bis zum Jahr 1996, ab dem der Firmenname zu Alcatel Schweiz AG geändert wurde. Diese fusionierte ihrerseits am 1. Dezember 2006 mit Lucent zu Alcatel-Lucent, welche zum 14. Januar 2016 von Nokia übernommen wurde. Nachfolge der STR AG: Nokia Solutions and Networks Switzerland Ltd. im Verwaltungsgebäude an der Friesenbergstraße 75 in Zürich.